# Parafia św. Antoniego z Padwy w Rybniku
Parafia św. Antoniego z Padwy w Rybniku – rzymskokatolicka parafia położona w dekanacie Rybnik w archidiecezji katowickiej.

## Parafia św. Antoniego
Rybnicką parafię planowano podzielić już w latach 30. XX w., jednak dopiero w 1950 r. podzielono ją na dwie: Matki Boskiej Bolesnej i św. Antoniego. 10 lutego 1952 r. utworzono kurację, zaś 28 maja 1957 r. nieusuwalną parafię. 14 października 1959 r. zapaliła się północna wieża. Uszkodzone zostały wtedy organy, sklepienia i sprzęty liturgiczne. Po remoncie świątynia stała się centrum życia religijnego Rybnika. Rolę świątyni podkreślił papież Jan Paweł II, nadając jej w 1993 r. tytuł Bazyliki Mniejszej. W 2005 r. na schodach przed wejściem na plac kościelny ustawiono pomnik Jana Pawła II, zaś w 2006 roku św. Antoni został ogłoszony patronem miasta. 

## Budowa kościoła św. Antoniego
W latach 60. XIX w. chciano rozbudować kaplicę lub wybudować nowy kościół, gdyż świątynia Matki Boskiej Bolesnej była już za mała dla rozrastającego się Rybnika. Rozpoczęto nawet prace w ostatnich latach XIX w., ale z powodu administracyjnych trudności budowa została zawieszona. Nowy proboszcz, ks. Franciszek Brudniok na wiosnę 1903 roku otrzymał zgodę na budowę świątyni. Projekt wykonał Ludwig Schneider z Wrocławia. Budowa rozpoczęła się 14 września 1903 r. i mimo wielu trudności zakończyła się po 2 latach. W 1906 r. rozebrano kapliczkę stojącą przed wejściem do nowej świątyni. Kościół poświęcono 29 września 1907 r. Konsekracji dokonał 29 września 1915 r. książę biskup wrocławski Adolf Bertram. Kościół do lat 50. XX w. pełnił rolę drugiej świątyni parafii Matki Boskiej Bolesnej. Do tego czasu 2 razy doznał znacznych uszkodzeń. 22 czerwca 1921 r. na rybnickim dworcu eksplodował dynamit, powodując poważne zniszczenia. Także działania wojenne II wojny światowej przyniosły wiele szkód. 

## Architektura i wystrój wnętrza kościoła
Bazylika św. Antoniego jest bardzo ważnym zabytkiem architektury neogotyckiej. Wystrój wnętrza stanowi jedność stylową z architekturą obiektu. Ważnymi zabytkami są neogotyckie: ołtarz główny z figurą św. Antoniego, ołtarze Matki Boskiej Różańcowej i Chrystusa Króla, ławki, tron biskupi, stacje drogi krzyżowej oraz konfesjonały. 

## Rozwój kultu św. Antoniego w Rybniku
Pierwsze dokumenty mówiące o kulcie św. Antoniego z Padwy w Rybniku pochodzą z końca XVII w. W 1719 istniał już ołtarz św. Antoniego w parafialnym kościele Wniebowzięcia NMP, natomiast w zbudowanym na przełomie XVIII i XIX w. kościele Matki Boskiej Bolesnej powstał ołtarz przedstawiający Antoniego jako opiekuna Rybnika. Wtedy też pozyskano figurkę Antoniego z Dzieciątkiem na rękach. W 1828 r. wybudowano murowaną kapliczkę na skrzyżowaniu ulic Żorskiej i Mikołowskiej. 

## Proboszczowie
- ks. Adam Bieżanowski (1950–1952 administrator, 1952–1955 kuratus)
- ks. Franciszek Klimza (1955–1956 kuratus)
- ks. dylwester Durczok (1956–1957 administrator, 1957–1975 proboszcz)
- ks. prałat Alojzy Klon (1975–1998)
- ks. Franciszek Musioł (1998–2014)
- ks. Grzegorz Olszowski (2014–2018)
- ks. Marek Bernacki (od 2018)

## Grupy parafialne
Na terenie parafii działa kilkanaście grup parafialnych:
- Apostolat Bożego Miłosierdzia,
- Dzieci Maryi,
- Franciszkański Zakon Świeckich,
- Koło Przyjaciół Radia Maryja,
- Legion Maryi,
- Mężczyźni Świętego Józefa,
- Ministranci,
- Neokatechumenat,
- Ruch Światło-Życie zwany Oazą
- Odnowa w Duchu Świętym,
- Rybnicki Areopag Wiary w Dialogu,
- Rybnicki Wieczór Chwały,
- Wspólnota „KANA”,
- Zespół Charytatywny,
- Żywy Różaniec.